# Zacharias Konrad von Uffenbach

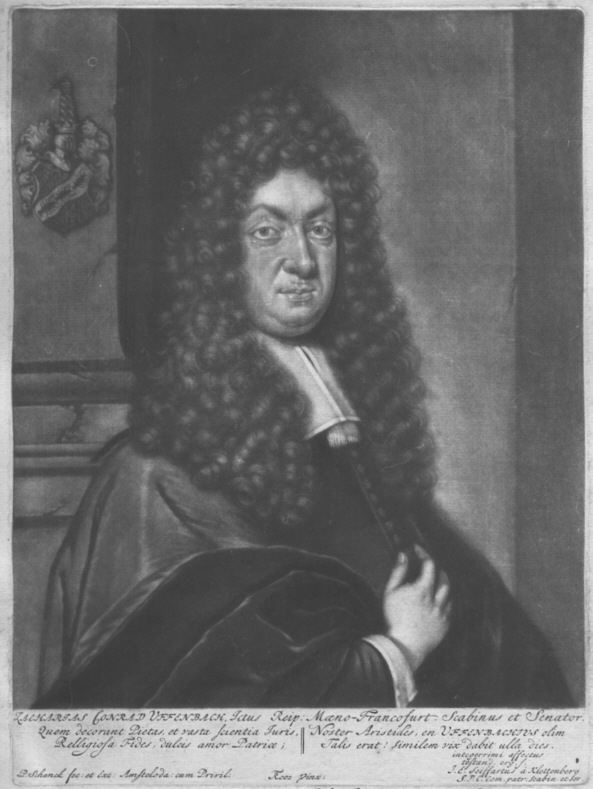
Zacharias Konrad von Uffenbach

Zacharias Konrad von Uffenbach, auch Zacharias Conrad von Uffenbach (* 22. Februar 1683 in Frankfurt am Main; † 6. Januar 1734 ebenda), war ein Frankfurter Patrizier, Schöffe und Ratsherr. Bekannt wurde er als Reiseschriftsteller und Büchersammler.

## Leben
Uffenbach stammte aus einer alteingesessenen Frankfurter Patrizierfamilie, die der Gesellschaft Zum Frauenstein angehörte. Sein Vater war der Frankfurter Kaufmann und Ratsherr Johann Balthasar von Uffenbach († 1700); Johann Friedrich Armand von Uffenbach war sein jüngerer Bruder.
Er besuchte zunächst das Gymnasium Francofurtanum und dann das Gymnasium in Rudolstadt, wo er im Haus des Konrektors und Orientalisten Johann Ernst Müller lebte. Zwischen Schule und Universität lebte er kurzzeitig wieder in Frankfurt als Privatstudent von Hiob Ludolf. Ab 1698 studierte er an der Universität Straßburg und ab 1700 an der Universität Halle, vorwiegend Rechtswissenschaften und Moralphilosophie. Daneben betrieb er historische und geographische Studien. Schon in Halle begann er, durch die nahe Leipziger Buchmesse gefördert, das Sammeln von Büchern. 1702 unternahm er seine erste Reise nach Dresden und Freiberg. Nach Halle zurückgekehrt, wurde er unter Gottfried Thomasius zum Dr. jur. promoviert.

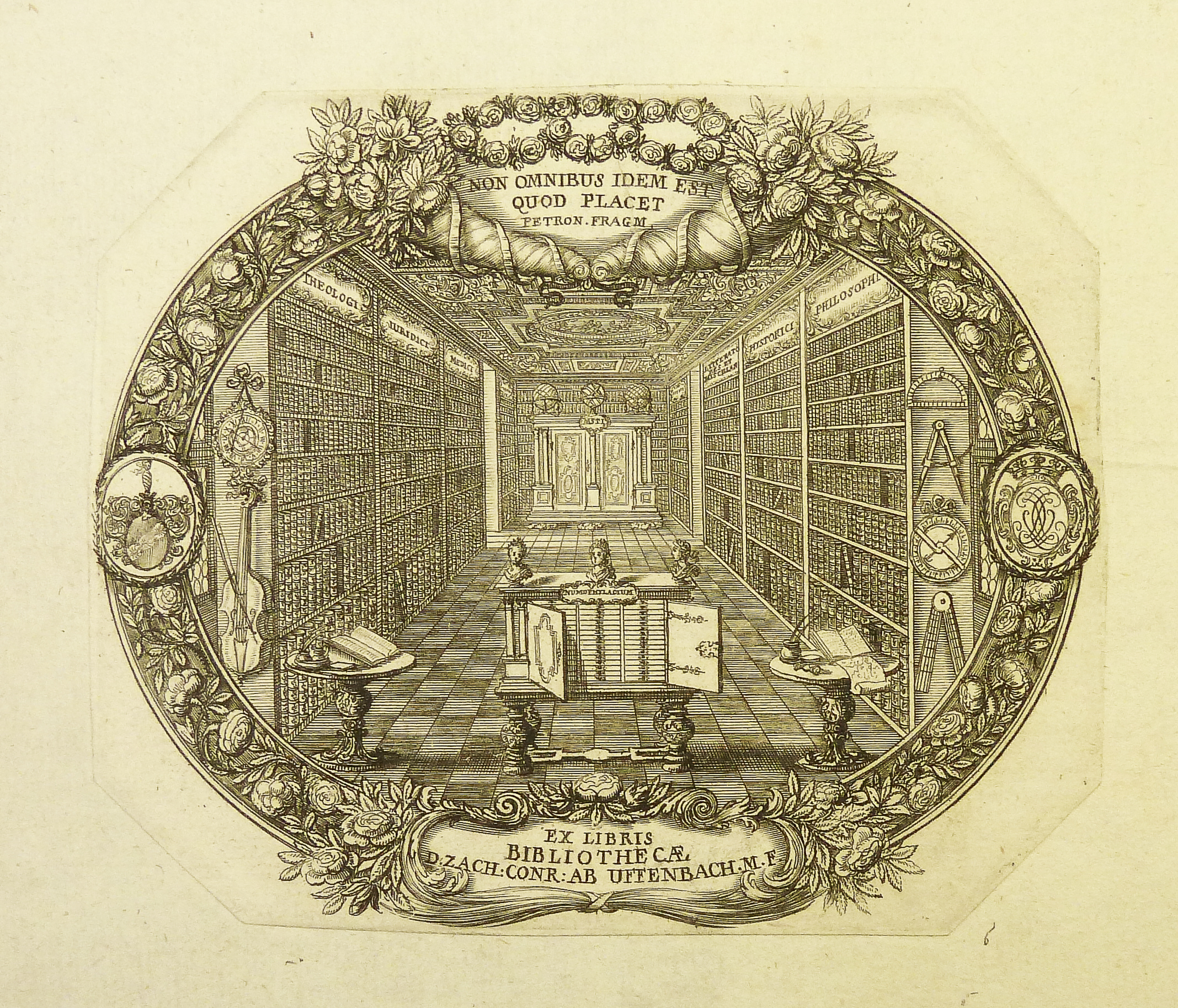
Exlibris, das sich Zacharias Konrad von Uffenbach 1704 von Johann Ulrich Krauß anfertigen ließ

Er ließ seine Bibliothek nach Frankfurt überführen und reiste durch Sachsen, Thüringen und die Mark Brandenburg. 1704 kehrte er nach Frankfurt zurück. In den folgenden fünf Jahren erweiterte er zielstrebig seine Bibliothek durch Bücher und Manuskripte und machte sie durch eine eingehende Katalogisierung nutzbar, bei der ihn ab 1713 der Gießner Professor Johann Heinrich May der Jüngere unterstützte. Er spezialisierte sich auf die Gebiete der Geschichte, Literaturgeschichte, Incunabeln, libri prohibiti, bei den Manuscripten auf die gelehrten Briefwechsel und die Frankofurtensien.
1705 unternahm er eine Reise in die Niederlande, von der er weitere Bücher, Handschriften und Münzen mitbrachte. In den Jahren 1709 bis 1711 folgte eine Reise nach Norddeutschland, Holland und England. In den Niederlanden besuchte er Maria Sibylla Merian und kaufte u. a. Drucke und das Surinambuch von ihr. In England besuchte und beschrieb er die Sammlung von Hans Sloane, die später ein wichtiger Grundbestand des British Museum wurde. Von dieser Reise brachte er 4000 Bände mit, womit seine Privatbibliothek nunmehr 12.000 Bände umfasste. Auch Italien wurde Ziel einer Reise. Am 2. Februar 1715 erreichte er Venedig, wo er unter anderem mehrere Opernaufführungen im Teatro Sant’Angelo besuchte, sich mit Antonio Vivaldi traf und bei ihm zehn concerti grossi in Auftrag gab, von denen er einige erwarb. Den Plan einer Fortsetzung der Reise nach Frankreich und Italien musste er wegen des Spanischen Erbfolgekriegs aufgeben. 1718 unternahm er seine letzte Reise ins heutige Belgien.

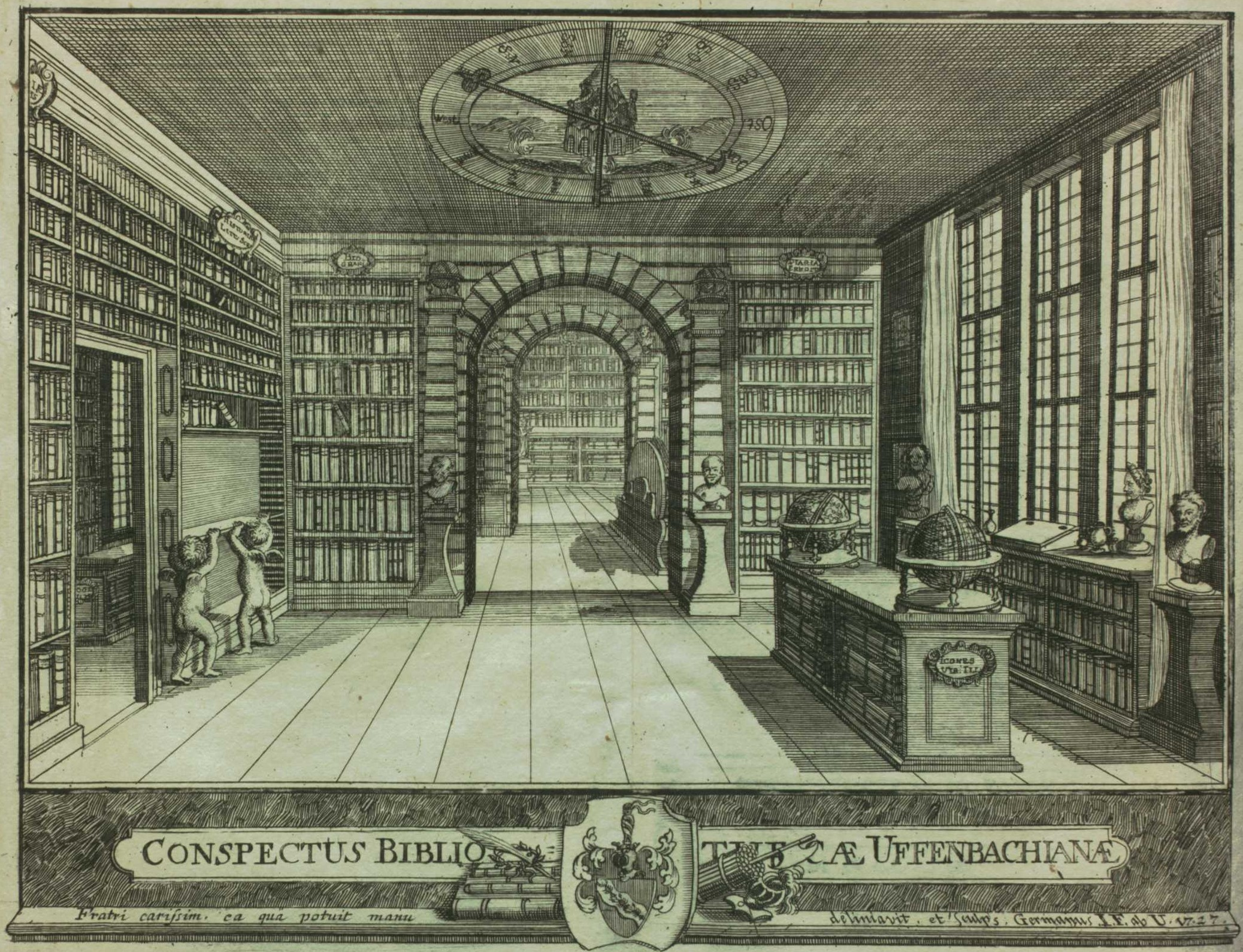
Ansicht der Bibliothek im Katalog von 1729

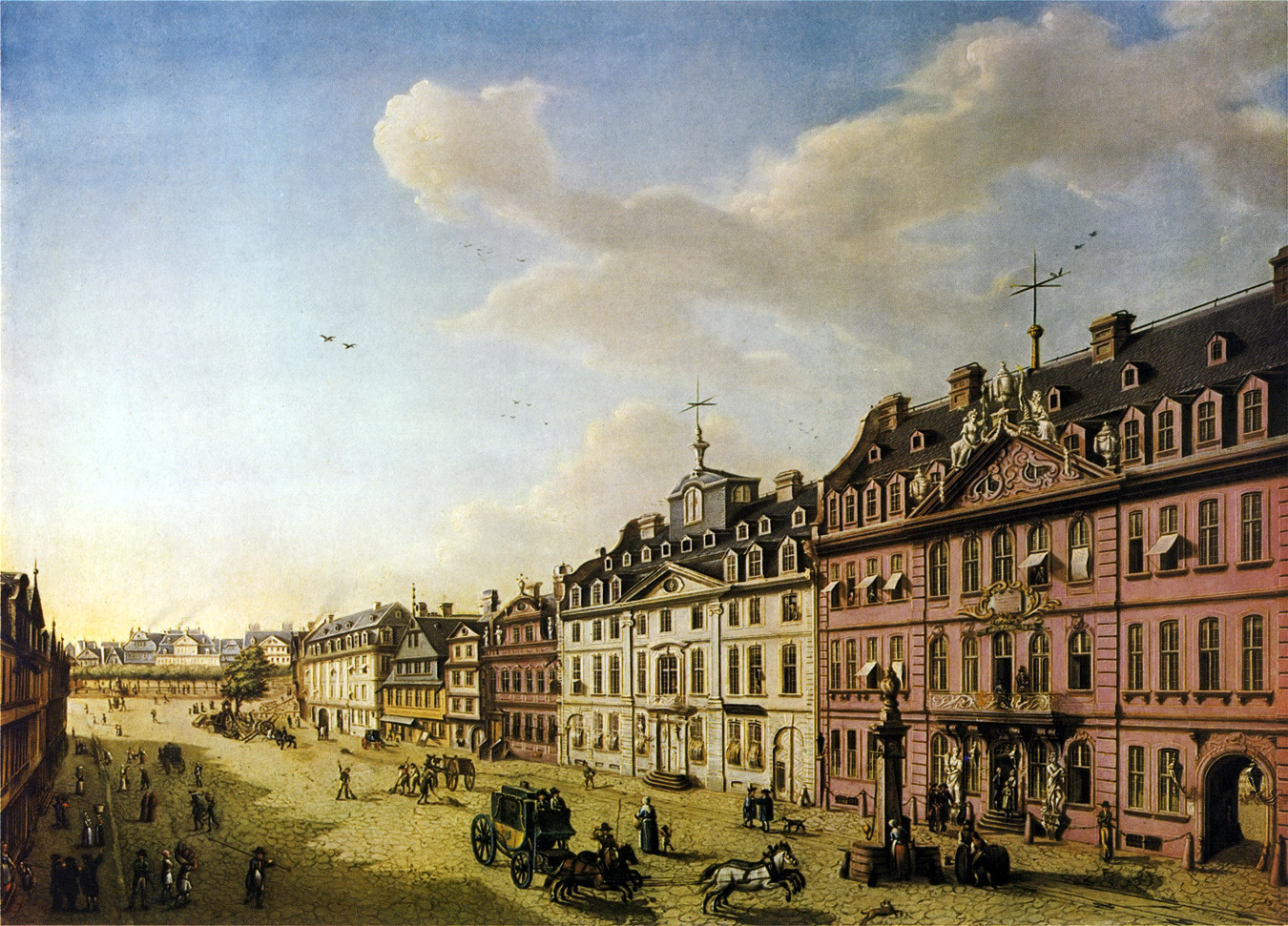
Nordseite der westlichen Zeil mit dem Roten Haus, dem von Uffenbach erbauten Palais Böhler, dem Pasquayschen Haus und dem Weidenhof, 1793
(Ölgemälde von Johann Ludwig Ernst Morgenstern)

1721 wurde er Ratsherr in Frankfurt, 1727 und 1729 jüngerer Bürgermeister, 1730 Schöffe. Seine Bibliothek vermehrte sich ständig durch Ankäufe, Austausche und Geschenke. Die Münzsammlung wurde gegen Bücher ausgetauscht, an ihre Stelle trat jetzt eine Siegelsammlung. Die Bibliothek war in acht Zimmern des von ihm erbauten Palais an der Zeil, dem späteren Palais Böhler, aufgestellt; die Handschriftensammlung wuchs auf 2000 Bände und 20.000 Briefe. Uffenbach galt als „ein Bücherwurm in des Wortes gelehrtester Bedeutung“. 1720 erschien sein Handschriftenkatalog in Halle. Er fertigte sich literarische und bibliographische Auszüge an, von denen 4 Bände Adversaria ad historiam literariam spectantia noch in der Frankfurter Stadtbibliothek erhalten sind, dazu ein mittelalterliches Glossar und eine Abkürzungssammlung. Er stellte seine Bibliothek gern anreisenden Forschern zur Verfügung und ließ diese sich in ein Stammbuch eintragen. Es ist in der Staats- und Universitätsbibliothek Hamburg erhalten.
Seine letzten Lebensjahre waren durch „Krankheit und häusliches Leid“ geprägt. Sein einziger Sohn starb als Kind; die älteste Tochter wurde von einem Rittmeister von Uechtritz aus dem Elternhaus „entführt“, und die jüngere Tochter, die Uffenbach jahrelang bei seiner Arbeit unterstützt hatte, starb 1733, wenige Monate vor ihm selbst. Uffenbach wurde seinem Wunsche gemäß neben Hiob Ludolf im Vorhof der Frankfurter Katharinenkirche beigesetzt.

## Nachlass
Als Uffenbach im Alter von knapp 51 Jahren starb, waren seine Arbeiten nur zum Teil vollendet; er vermachte sie testamentarisch dem Prediger und Bibliothekar Johann Georg Schelhorn in Memmingen. Dieser gab Auszüge aus der Briefsammlung und Uffenbachs Reisebeschreibung heraus.
Seine umfangreiche Frankofurtensien-Sammlung vermachte Uffenbach der Stadtbibliothek. Später kam sie ins Stadtarchiv, wo sie im Zweiten Weltkrieg bei den Luftangriffen auf Frankfurt am Main verlorenging. Die Universitätsbibliothek Johann Christian Senckenberg verwahrt 18 Bände Briefwechsel aus den Jahren 1706 bis 1732 und die vier erhaltenen Bände (Band 3, 5, 6, 7) der Adversaria.
Schon in den Jahren ab 1729 verkaufte Uffenbach mit Hilfe eines von 1729 bis 1731 erschienenen vierbändigen Katalogs einen Teil seiner Bibliothek. Die hebräischen Handschriften und die Briefsammlung erwarb 1731 der Hamburger Philologe Johann Christoph Wolf; weitere Bände dessen Bruder Johann Christian Wolf. Beide führten die Briefsammlung fort und stifteten sie der Hamburger Stadtbibliothek, der Vorgängerin der heutigen Staats- und Universitätsbibliothek Hamburg, wo sich die Uffenbach-Wolfsche Briefsammlung bis heute erhalten hat.
Dennoch waren nach Uffenbachs Tod noch so viele Bände vorhanden, dass der Auktions-Katalog wieder vier Bände umfasste. Der verbliebene Rest kam 1749 ebenfalls in die Hamburger Stadtbibliothek.

## Wichtige Einzelstücke
- Unzial 0121b, Unzialhandschrift des Neuen Testaments aus dem 10. Jahrhundert, auch Codex Ruber oder Fragmentum Uffenbachianum, heute Staats- und Universitätsbibliothek Hamburg
- Minuskel 101, Minuskelhandschrift des Neuen Testaments aus dem 11. Jahrhundert, heute SLUB Dresden, A. 104
- Lektionar, Fragment, um 1250/60, heute Staats- und Universitätsbibliothek Hamburg, Cod. in scrin.:1[8]
- Briefwechsel des hl. Hieronymus. Köln, St. Pantaleon, um 1150–1170, heute Staats- und Universitätsbibliothek Hamburg, Cod. in scrinio 6[9]
- Historiae Romanorum. um 1280 , heute Staats- und Universitätsbibliothek Hamburg, Cod. in scrin.:151[10]
- Uffenbachsches Wappenbuch, 2. Hälfte 15. Jahrhundert, heute Staats- und Universitätsbibliothek Hamburg, Ms. in scrinio 90 b[11]

## Werke
- De quasi-emancipatione occasione reformationis Francofurtensis. Diss. Halle 1702

### Kataloge
- Bibliotheca Uffenbachiana manuscripta, seu, catalogus et recensio msstorum codicum qui in bibliotheca Zachariae Conradi ab Uffenbach Traiecti ad Moenum adservantur et in varias classes distinguuntur, qvarum priores / Io Henricus Maius fil..., recensuit reliquas possessor ipse digessit qui omnem etiam hanc supellectilem literariam suam ad usus publicos offert. Halae Hermundurorum: impensis Novi bibliopolii, 1720

Digitalisat, Digitalisat
- Bibliotheca Uffenbachiana apocrypha vel latens.
- Bibliotheca Uffenbachiana universalis, sive, Catalogus librorum: tam typis quam manu exaratorum, quos summo studio hactenus collegit Zach. Conradus ab Uffenbach. 4 Bände, Francofurti ad Moenum: apud Jo. Benj. Andreœ & Henr. Hort., 1729.

Digitalisat von Band I, 1729
Digitalisat von Band II, 1730
Digitalisat von Band III, 1730
Digitalisat von Band IV, 1731

### Posthum
- Commercii epistolici Uffenbachiani selecta cum vita ejusdem. 5 Bände. Ulm und Memmingen 1753–56, Digitalisate bei CAMENA
- Uffenbach’s Merkwürdige Reisen durch Niedersachsen, Holland und England. 3 Bände mit Kupferstichen von Johann Friedrich von Uffenbach. Frankfurt / Leipzig 1753–54. Digitalisat an der Zentralbibliothek Zürich.

### Kataloge
- Catalogus manuscriptorum codicum bibliothecae Uffenbachianæ. typis B. Diehlii, Francofurti ad Moenum 1747 Digitalisat
- Ernst Kelchner: Die von Uffenbach’schen Manuscripte auf der Stadtbibliothek zu Frankfurt a. M. Druck von A. Osterrieth, Frankfurt am Main 1860 Digitalisat
- Nilüfer Krüger (Hrsg.): Supellex epistolica Uffenbachi et Wolfiorum. Katalog der Uffenbach-Wolfschen Briefsammlung. Hauswedell, Hamburg 1978 (= Katalog der Handschriften der Staats- und Universitätsbibliothek Hamburg. Band 8)
  1. Katalog der Schreiber AA bis M(ag.?) J. G. Musculus ISBN 3-7762-0154-1
  2. Katalog der Schreiber Wolfgang Musculus bis Georg Zyrlin, Katalog der Adressaten, Nachtrag. ISBN 3-7762-0155-X
- Nachlass-Verzeichnis (PDF; 17,8 MB), Universitätsbibliothek Johann Christian Senckenberg, Frankfurt